# Джорджі Твігг
Джорджі Твігг  (англ. Georgie Twigg, 21 листопада 1990) — британська хокеїстка на траві, олімпійська медалістка.

## Виступи на Олімпіадах
| Олімпіада           | Дисципліна     | Місце  |
| ------------------- | -------------- | ------ |
| Лондон 2012         | хокей на траві | Бронза |
| Ріо-де-Жанейро 2016 | хокей на траві | Золото |